# العلاقات الجامايكية المدغشقرية
العلاقات الجامايكية المدغشقرية هي العلاقات الثنائية التي تجمع بين جامايكا ومدغشقر.

## مقارنة بين البلدين
هذه مقارنة عامة ومرجعية للدولتين:
| وجه المقارنة                                              | جامايكا       | مدغشقر                      |
| --------------------------------------------------------- | ------------- | --------------------------- |
| المساحة (كم2)                                             | 10.99 ألف     | 587.04 ألف                  |
| عدد السكان (نسمة)                                         | 2.95 مليون    | 25.57 مليون                 |
| الكثافة السكانية (ن./كم²)                                 | 268.43        | 43.56                       |
| العاصمة                                                   | كينغستون      | أنتاناناريفو                |
| اللغة الرسمية                                             | لغة إنجليزية  | اللغة الملغاشية، لغة فرنسية |
| العملة                                                    | دولار جامايكي | أرياري مدغشقري              |
| الناتج المحلي الإجمالي (بليون دولار)                      | 14.77 مليار   | 11.50 مليار                 |
| الناتج المحلي الإجمالي (تعادل القوة الشرائية) بليون دولار | 24.79 مليار   | 35.51 مليار                 |
| الناتج المحلي الإجمالي الاسمي للفرد دولار أمريكي          | 5.23 ألف      | 401                         |
| الناتج المحلي الإجمالي للفرد دولار أمريكي                 | 8.88 ألف      | 1.44 ألف                    |
| مؤشر التنمية البشرية                                      | 0.719         | 0.510                       |
| رمز المكالمات الدولي                                      | +1876         | +261                        |
| رمز الإنترنت                                              | .jm           | .mg                         |
| المنطقة الزمنية                                           | 00            | ت ع م+03:00                 |

## منظمات دولية مشتركة
يشترك البلدان في عضوية مجموعة من المنظمات الدولية، منها:
| علم المنظمة | اسم المنظمة                                                | تاريخ انضمام جامايكا | تاريخ انضمام مدغشقر |
| ----------- | ---------------------------------------------------------- | -------------------- | ------------------- |
|             | يونسكو                                                     | 7 نوفمبر 1962        | 10 نوفمبر 1960      |
|             | وكالة ضمان الاستثمار متعدد الأطراف                         | 12 أبريل 1988        | 8 يونيو 1988        |
|             | الأمم المتحدة                                              | 18 سبتمبر 1962       | 20 سبتمبر 1960      |
|             | العملية المشتركة للاتحاد الأفريقي والأمم المتحدة في دارفور | ?                    | ?                   |
|             | مجموعة دول أفريقيا والكاريبي والمحيط الهادئ                | ?                    | ?                   |
|             | الاتحاد البريدي العالمي                                    | ?                    | ?                   |
|             | البنك الدولي للإنشاء والتعمير                              | 21 فبراير 1963       | 25 سبتمبر 1963      |
|             | الاتحاد الدولي للاتصالات                                   | 18 فبراير 1963       | 11 مايو 1961        |
|             | منظمة حظر الأسلحة الكيميائية                               | ?                    | ?                   |
|             | مؤسسة التمويل الدولية                                      | 31 مارس 1964         | 27 سبتمبر 1963      |
|             | المركز الدولي لتسوية المنازعات الاستشارية                  | 14 أكتوبر 1966       | 14 أكتوبر 1966      |
|             | منظمة التجارة العالمية                                     | ?                    | ?                   |
|             | منظمة الشرطة الجنائية الدولية                              | ?                    | ?                   |

## وصلات خارجية
- موقع وزارة الخارجية الجامايكية